# Marosszentimrei református templom
A marosszentimrei református templom műemlék Romániában, Fehér megyében. A romániai műemlékek jegyzékében az AB-II-m-A-00324 sorszámon szerepel.

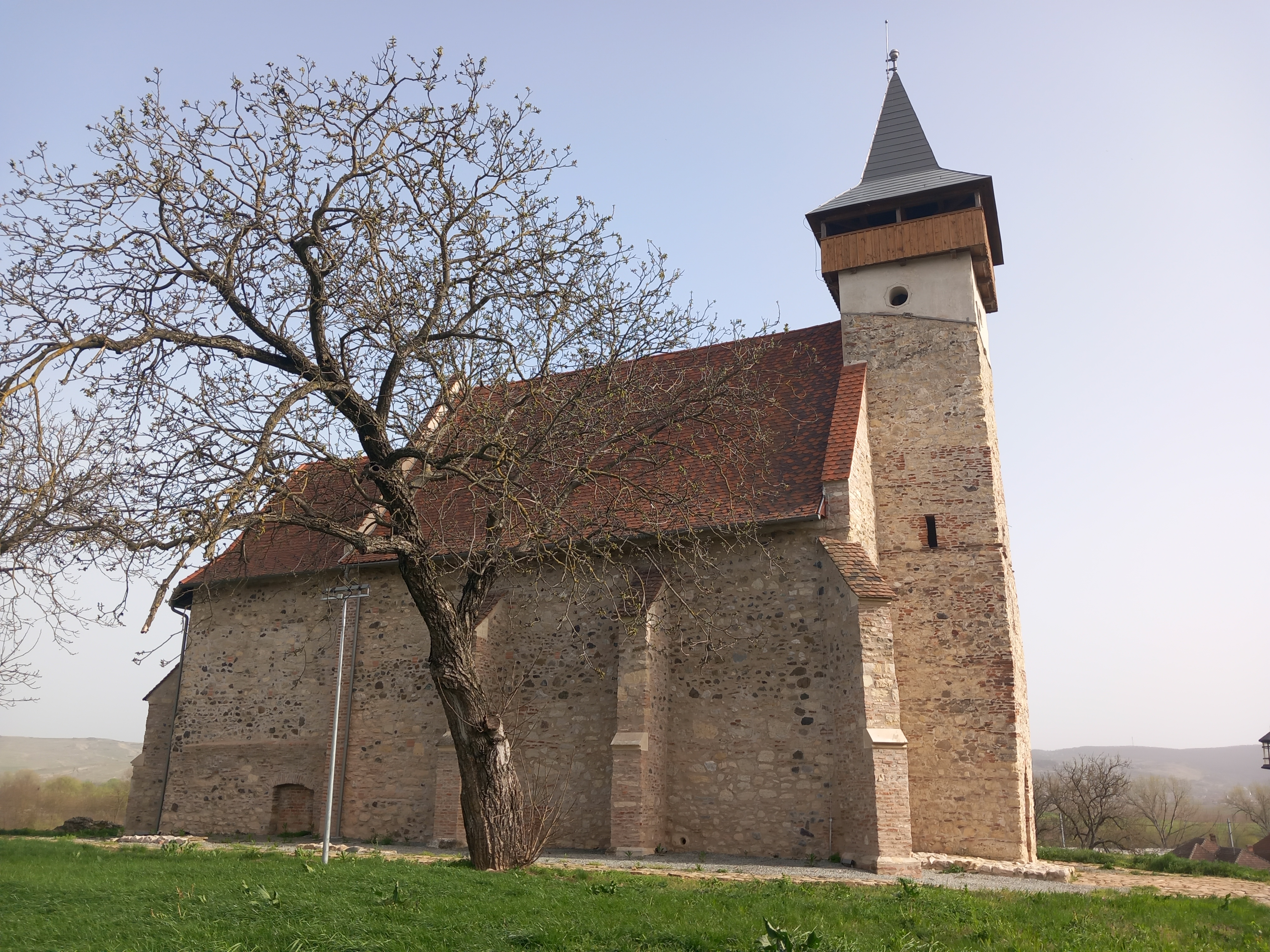
A marosszentimrei református templom

## Története
Marosszentimre református templomának román kori részei a XII. századra utalnak. Ezek: a hajó alapfalai (8×6,7 méteres hajó), a sík mennyezet, a déli kapu félköríves kőkerete. 1442 után Hunyadi János a régi templomot a kor szellemében gótikus stílusban alakította át. 1442. március 15-én Murad szultán vezére, Mezid bég ellen Hunyadi Marosszentimrén csatát veszített. Ekkor esett el Lépes György erdélyi püspök is, nem messze a szentimrei ütközettől Borbánd közelében. Hunyadi a zsákmánnyal távozó törököket Nagyszebennél utolérte és legyőzte. A zsákmányból újíttatta fel a szentimrei templomot és építtette a tövisit, orbóit és vingárdit is. A Hunyadi János csatájához köthető hagyomány először Bethlen Lajos 1853-ban írt Önéletírásában bukkant fel, akinek nagyszülei templom kriptájában vannak eltemetve. A templom átépítése során készült a sokszögzáródású szentély, a hajó csúcsíves ablakainak záródása, a külső támpillérek sora, a sekrestye ajtókerete az elpusztult helyett. Ekkor építették újjá a 4-5 méter magas védőfalat, amely ma már csak romtöredékekben áll fenn.
A feltevések szerint Marosszentimre szász és magyar lakói a törökkel viselt hadjárat során pusztultak el, mert a későbbiekben magyar és román, de a XVIII. századtól inkább román lakosságú a település. Az eredeti, XII-XIII. századi román stílusú templomra csak a hajó alapfalai, sík mennyezete és a kapu félköríves kőkerete utal. Ebből a periódusból maradt meg a mai déli és északi fal és a homlokzat hordalékkőből rakott alsó harmada, a déli kapu és két félköríves ablak. A XV. században készült a sokszögzáródású szentély, a külső támpillérek, csúcsíves ablakok, a sekrestye ajtókerete. Ekkor bontották le hajójának falait a mai gótikus ablakok párkányáig, majd megmagasították és támpillérekkel látták el. A templom egyhajós, kelet–nyugat irányban helyezkedik el. A többszöri átalakítás ellenére megőrizte gótikus külsejét. A templomhajó déli falát négy támpillér tagolja, köztük három csúcsíves ablak látható.
A templom román stílusú korszakából fennmaradt, ma már befalazott félköríves bejáratának érdekességei azok a farkasfogakból kialakított körívek, amelyek három rozettát vesznek körül, kockatagozatok közrezárásával. A szószéket a diadalív északi oldalához építették. Tornya körerkélyes, vízvetős, a négyzetből nyolcszögbe átvezetett gúla, és bádogfedéssel van ellátva. A templom boltozata a szentélyben teljesen ép, a hajóban deszkamennyezetű, de feltehető, hogy három boltszakaszos gótikus keresztboltozata volt. A templom érdekességei közé tartozik az eredeti rézsűs ablak, amely a hajó délnyugati részén van befalazva, valamint az ugyancsak félköríves ékrovásos díszítésű ajtókeret. A kőkeretes ajtó sajátossága továbbá, hogy in situ helyzetű, a magyar építészettörténetben egyedülálló emlék. Sík mennyezete 1788-ban készült, de jelenlegi deszkamennyezete részben XX. század elejéről, részben pedig 2008-ból származik. A szószéket 1742-ben építették.
Az északi részen található Bethlen Lajos és Wesselényi Anna 1786-ban készült bronz emléktáblája, valamint a mindkettőjük családi címerével díszített sírkő. Wesselényi Anna 1807. október 9-én halt meg, majd október 15-én temették a marosszentimrei kriptába, mint: „Aki különösen ezen Ekklésiához különös kegyeséggel valóban nagy jó adományokkal viseltetett. Az Ujj Papi Ház, Templom az Ő nagyságának kegyességét és könyörületességét hirdeti.”
A templom tornyát egy régebbi, nagyobb alapterületű torony helyébe építik a XVIII. században. Falain falfestmények nyomai láthatók, de a legismertebb a Jeruzsálem fölött síró-szenvedő Krisztus szószék fölötti freskója.
Az úrasztalát a borbereki festőművész-földbirtokos Dékáni Árpád adományozta. 1928-ban a gáldtői dr. Szász Pál volt az egyházközség gondnoka.  2018-ban behelyezett ólomkeretes üvegablakainak medalionjai Imre herceget, Hunyadi Jánost és Dr. Szász Pált ábrázolják. A két világháború között még volt lelkésze a megfogyatkozott lélekszámú gyülekezetnek, de a második világháború derékbetöri életét.

## A településen szolgáló lelkipásztorok
Marosszentimre 1505-ben még káptalani birtok volt, de közben a a reformáció alatt a kincstárra szállt. Utolsó katolikus lelkészei között tartják számon az 1529-ben említett Ambrus plébánost. Báthory Zsigmond korában református lelkésze Feltóty András.  
Az 1658-beli tatár pusztítás szórványaival együtt megviselte, a református magyar lakosság nagyon megcsappant.  Marosszentimre Kemény János fejedelem idejében emelkedett a virágzóbb református gyülekezetek sorába.
1748-ban Veress Pál lelkész arról panaszkodott, hogy: „itt sem egyházfi, sem Curátor nintsen, fejetlen láb vagyunk.”
A XVIII. században református anyaegyház, de kevés hívővel rendelkezett. Ekkori lelkészei többnyire ismertek. Itt szolgált 1753-ig a válási ügybe bonyolódott ifj. Pelsőczi István, a magyarigeni püspök fia.
1759-ben a bervei nemesi udvarházból jött az idősödő, 60 éves lelkész Simon András, ő 1763-ig szolgált a településen, majd Bethlenszentmiklósra költözött.
1763. március 3-án a peregrinációból visszaérkező, egykor Bethlen Kollégiumot végzett Ajtai G. József lett a lelkésze, aki a településen halt meg 1785 márciusának közepén.
1785-1805-ig az enyedi kollégiumból kikerült Angyalosi Gazda Ferenc lett a lelkésze.
1806-tól a lelkész Szatmári Nagy György, aki később Vajasdra távozott.
1823-ban Jakab György lelkész „rendeltetett a Felsőbbség által, ezen Nemes Szent Ekklésiának a papi hivatalnak folytatására 1824-be 26a Julii, Krakkóból lejött és 1a Augusti hivatalát felvéve kezdette.” Ennek az időszaknak a jegyzőkönyvei alapján kikövetkeztethető, hogy Marosszentimre filiái Gáldtő, Alsógáld, Koslárd és Borbánd voltak.
1834. március 4-től 1838-ig lelkésze Salánky Ferenc volt. Ő volt az a lelkész, akit Ompolygyepűn 1848. október 23-24-án a menekülő zalatnaiakkal együtt kántorostól legyilkoltak a román felkelők. Marosszentimrei utóda Lécfalvi Szabó Lajos lett, aki 1838-ban érkezett a településre.  
1847-től az új lelkész Séra József lett.
1848-ban a jegyzőkönyv megszakadt, minden bizonnyal a hegyaljai forradalmi események következtében.
1850-ben az esperesi vizitáció jelezte, hogy Marosszentimre levéltára „még 1848 elején bevitettett a Fejérvári Káptalan levéltárába […] Pap már régolta nem volt […] Mester megöletett. Templom papi és mesteri lakok elromboltattak. Szent Imrén lakó népesség száma 9. Több népe a Szentimrei birtokosságnak Károlyfehérvárt lakván, megállítatott: hogy filialiter csatoltasség Fejérvárhoz.” Marosszentimre 1861-ben Vajasd leányegyháza lett.

## A református egyház a XX. században
A XX. század elején a magyar családok többsége a település peremén fekvő téglagyárban dolgozott. Ez magyarázza azt, hogy 1900-ban csak négy, de 1927-ben már 167 református lakta a települést.
A két világháború között lelkésze Sikó Gergely, akit 1925-ben neveztek ki lévita lelkésznek, de kinevezése nehézségekbe ütközött. Megfogyatkozott lélekszámmal a második világháború után a csak lévita lelkésszel és kevés téglagyári hívővel maradt Marosszentimre küzdelmeit Sikó Gergely élte végig.
1957-ben az esperesi vizitáció ezt látta: „a magas dombon álló templom mellett vártuk, elhagyottan, árván hirdeti, hogy valamikor élet volt még itt. Ma a még elég épen álló szép és nagy papilakás, ami a templomtól néhány száz lépésre van, mint a helyi néptanács milicia és más hivatal székhelye, ki van véve a kezünkből. Lelkésze Vajasdon lakik, mivel nem adtak neki a lakásban helyet a hivatalok, miután a lakást igénybe vevő katonai alakulatok kivonultak belőle […] szomorúan tapasztaltuk, hogy ez a magára álló templom mennyire ki van téve a durva kezeknek, nincsen egyetlen ép ablaka […] ajtaját többször feltörték, csak a kövek állják és bírják még az emberi brutalitást. Adná Isten, hogy jöjjön el az az idő, amikor a durva erőszak nem rongálja azt a kincsünket […] ” 1963-ban Marosszentimre végleg elvesztette külön lelkésztartási lehetőségét: „A megüresedett Marosilye és Marosszentimre, mint filiák állnak fenn, nem lévén mód arra, hogy rendes egyházközség jellegüket megtartsák, és lelkészt kérjenek.” Gyulafehérvár szórványa lett.

## A templom mint szimbólum
Marosszentimre templomának építéshátterében olyan mitologikus személyiségek kerültek be a történelmi köztudatba, akiknek nagy érdeme a török fölötti „marosszentimrei győzelem”. A hősök és segítőik visszavonhatatlanul kialakították nemzettörténetünkben a - jó csatához legalább két vitéz, és még több hős kell - képet. Hunyadi János története így fonódott össze a gáldi Kemény Simonnal. A harcok győzteseinek kultusza azonban, szorosan a csatatér feltételezett helyéhez és az ott esetenként fellelhető, általuk épített emléktemplomokhoz forrt. Szentimre és ennek református temploma így máig Hunyadi János emlékét őrzi, a törökök feletti győzelem szimbólumaként. Marosszentimre temploma tehát az a történelmi emlékhely, amely egyszerre művészettörténeti, kultikus és történelmi szórványszimbólum jellegű. A magyar köztudatban, Hunyadi János nyomán, Marosszentimre a XIX. században romantikus szerepet nyert. Nem véletlen az sem, hogy Marosszentimre temploma, a Maros, a szórványmagyarság, a reformátusság, a zsoltár, a pusztulás,  ugyanígy szimbolikus értéket nyert Áprily Lajos és Jékely Zoltán költészetében is. 1937-ben Jékely Zoltán A marosszentimrei templomban című költeményét követően a templom az erdélyi magyar szórványvilág szimbólumává vált.